# 等身大ヒーロー
等身大ヒーロー（とうしんだいヒーロー）は、特撮やアニメなどにおいて、巨大化せずに戦うキャラクター（主に架空のヒーロー）を指す。

## 特徴
一般的な特撮で用いられる着ぐるみ（ヒーロー・戦闘員・怪人・怪獣・ロボットなど）の身長は2メートル強程度であり、『ゴジラシリーズ』や『ガメラシリーズ』、『ウルトラシリーズ』のような『怪獣もの』や『巨大ヒーローもの』では、「着ぐるみの身長」と「劇中の設定における身長」（20メートル程度 - 50メートル以上）は一致しない（着ぐるみの身長 ≠ 劇中の身長）。
これに対し、『仮面ライダーシリーズ』や『スーパー戦隊シリーズ』のように、巨大化していない状態であれば、「着ぐるみの身長 ≒ 劇中の身長」であるため、それこそが「等身大ヒーロー」と呼ばれる由縁になっている。
等身大ヒーローものの場合、ミニチュアセット（ビル街、山間地など）を組む必要がないため、巨大ヒーローものより若干経費を抑えることができる。
CGの普及などにより、両者の区分は曖昧になってきているものの、巨大ヒーローが光線技を多用することに対し、等身大ヒーローは肉弾戦を行うことが多い。光線技や爆発などの特殊効果を「ごっこ遊び」で再現するには、想像力が必要になるのに対し、パンチ・キックといった「技」は、そのまま再現できるため、子供がマネをしやすい（なりきりやすい）。
媒体で分類すると、「等身大ヒーローものや巨大ヒーローものは特撮」、「巨大ロボットもの、魔女っ子（スーパーヒロイン）ものなどはアニメ」という図式になっている。ただし、『スーパー戦隊シリーズ』や『超星神グランセイザー』（『超星神シリーズ』）などは、等身大ヒーローでありながら、巨大ロボ戦が存在している。
本来的には、男子児童の支持を得るが、1980年代後半ごろから、成人を含めた女性からの支持が増えてきている。

## 歴史
日本の場合、原点には時代劇ヒーローがいる。特に、正体を隠している点で『鞍馬天狗』が挙げられる。
前述の通り、経費がかからないため、テレビが開局（1953年）して間もない時代から、『月光仮面』（1958年 - 1959年）などテレビ番組でも活躍していた。
開局した当時は、日本のオリジナルテレビ番組が少ないため、海外（主にアメリカ）からの輸入番組が主流を占めていた。児童は、『ローハイド』（日本では1959年から1965年まで）や、『コンバット!』（日本では1962年11月7日から）など、保安官など西部劇のヒーローや戦争もののヒーローに憧れ、彼らのガンアクションをマネしていた。その影響はテレビ・マンガにも及んでおり、『月光仮面』や『鉄人28号』の金田正太郎など『少年探偵もの』の主人公は拳銃を持っており、発砲も行っていた。この時代は、ピストルやライフルが「正義（の味方）のシンボル」であった。
1954年の『ゴジラ』以降、児童の関心は巨大な怪獣に集まったが、経費と時間の関係で、その活躍は映画に留まっていた。1965年の『ウルトラQ』で怪獣がテレビのレギュラー番組に登場し、『怪獣ブーム』が起きる。続く1966年には『マグマ大使』『ウルトラマン』『仮面の忍者赤影』坂口祐三郎主演で番組がカラー化し、『第一次怪獣ブーム』はピークを迎えた。
つまりカラーテレビ初の等身大ヒーローは坂口祐三郎の仮面の忍者赤影と言う事になる。
その後、『怪獣ブーム』は下火になり、『妖怪ブーム』『スポ根ブーム』が起こる。これは、「未来はバラ色」といわれた科学万能主義の終焉と、同じ時期である。
『スポ根ブーム』では、主人公やライバルは超人的な能力を示したが、あくまでも「特訓（トレーニング）した人間」であり、その超人性には限りがあった。
1971年の1月に『スペクトルマン』、4月に『帰ってきたウルトラマン』と『仮面ライダー』が始まり、当初は『第二次怪獣ブーム』と呼ばれたが、すぐに『変身ブーム』に改められた。
巨大ヒーローは継続して製作・放送されておらず、空白期間も長いが、等身大ヒーローは、仮面ライダー以降、ほとんど空白期間をおかずに継続して製作・放送されている。

## 主な等身大ヒーローもの
・仮面の忍者赤影/坂口祐三郎主演（1967年放送東映制作）
- 仮面ライダーシリーズ (1971年-放送中 東映製作)
- スーパー戦隊シリーズ (1975年-放送中 東映製作)
シリーズ序盤から等身大の状態における戦闘で怪人に致命傷を与えた後、何らかの方法で怪人が巨大化するというプロットが必ず盛り込まれ、この巨大化した怪人との戦闘で、ほぼ同サイズのロボットを出撃させるのが定番となっている。
- メタルヒーローシリーズ (1982年-1999年 東映製作)
- 超星神シリーズ (2003年-2006年 東宝製作)
- トミカヒーローシリーズ (2008年-2010年 松竹・日活製作)